# Batman (film, 2022)
Batman (v anglickém originále The Batman) je americký akční film z roku 2022 režiséra Matta Reevese, natočený na motivy komiksů z vydavatelství DC Comics o stejnojmenném superhrdinovi. V titulní roli se představil Robert Pattinson, v dalších rolích se objevili Jeffrey Wright, Zoë Kravitz, Paul Dano, Andy Serkis, Colin Farrell a John Turturro. Jedná se o reboot snímků o Batmanovi.
Natáčení bylo zahájeno v lednu 2020 v Londýně, kvůli pandemii covidu-19 ale bylo na jaře toho roku přerušeno. Uvedení filmu do kin bylo původně oznámeno na 25. červen 2021, později byl termín několikrát změněn a snímek byl v amerických kinech uveden 4. března 2022.

## Děj
O Halloweenu je zavražděn Gothamský starosta Don Mitchell Jr. záhadným mužem, který si říká Riddler (Hádankář). Samotářský miliardář Bruce Wayne, který již dva roky působí jako ochránce Gothamu –⁠⁠⁠⁠⁠⁠ Batman, vyšetřuje vraždu starosty společně s policejním oddělením města Gotham (GCPD). Poručík James Gordon u starostova těla objeví zprávu a šifry, které Riddler zanechal pro Batmana, ale komisař Pete Savage Gordnovi vyčítá, že povolil Batmanovi vstoupit na místo činu a donutí pak Batmana odejít. Brzy poté Riddler vyhledá a zavraždí i komisaře Savage a taky zanechá další vzkaz pro Batmana.
Batman a Gordon zjistí, že Riddler zanechal v Mitchellově autě disk obsahující obrázky Mitchella s jistou ženou, Annikou Koslovovou, v Iceberg Lounge – nočním klubu provozovaném Oswaldem Cobblepotem/Penguinem (Tučňák), pravou rukou mafiánskeho bosse Carmina Falconeho. Batman se vydáva do klubu aby zijstil informace. V klubu se Batman porve s několika gangstry a shledá se s Penguinem. Penguin prosí o ignoranci a vymlouvá se že se situací nemá co dočinení ale Batman si všimne, že Selina Kyleová, která je Annikina spolubydlící a blízká přítelkyně, pracuje v klubu jako servírka. Batman následuje Selinu domů, aby se zeptal Anniky, ale ta někam zmizí. Později se dozví o Selinině druhé identitě Catwoman a po rvačce ji žádá o pomoc. A tak Batman pošle Selinu zpět do Iceberg Lounge, aby zajistila pro něj informace. Prostřednictvím Seliny Batman zjistí, že Savage byl na Falconeově výplatní listině, stejně jako okresní prokurátor Gil Colson, který se v tom čase taky nachází v klubu. Selina přeruší komunikaci, když se Batman ptá na její vztah s Falconem.
Riddler mezitím unese prokurátora Gila Colsona, připevní mu na krk časovanou límcovou bombu a následujíciho dne ho pošle přerušit Mitchellův pohřeb. Když Batman na pohřeb dorazí, Riddler mu zavolá přes Colsonův telefon a vyhrožuje se odpálením bomby, pokud Colson nedokáže odpovědět na tři hádanky. Batman pomáhá Colsonovi odpovědět na první dvě, ale Colson odmítá odpovědět na třetí hádanku – jméno informátora, který poskytl GCPD informace, které vedly k historickému drogovému zásahu na ukončení operace mafiána Salvatora Maroniho následně po odpálení bomby umírá. Batman a Gordon usoudí, že informátorem může být Penguin, kvůli jeho proslulé zbabělosti a vystopují ho k místnimu obchodu s drogami. Zjišťují, že Maroniho operace se přesunula do rukou Falconeho a taky zijstí že do operace se zapojilo mnoho důstojníků GCPD. Selina je nechtěně odhalí, když přijede v přestrojení ukrást peníze. Mezitím jak Penguin prchá v autě před Batmanem, Selina objeví v kufru auta mrtvolu Anniky. Batman zajme Penguina, ale zjistí od nej, že hledaným informátorem nikdy nebyl.
Batman a Gordon jdou po stopách, které zanechal Riddler a ty je dovedou k ruinám sirotčince financovaného Bruceovými zavražděnými rodiči Thomasem a Marthou Wayneovými, kde se prostřednictvím nahrávek dozvídají, že Riddler chová zášť vůči rodině Waynů a další na senzamu Riddlerových obětí je právě Bruce Wayne. Bruceův komorník a správce sídla Alfred Pennyworth je hospitalizován poté, co otevřel dopisní bombu adresovanou Bruceovi. Riddler pak vydá na povrch důkazy, že Thomas Wayne, který se v minulosti ucházel o místo starosty, než byl zavražděn, najal Falconeho, aby zabil jistého novináře za vyhrožování, že prozradí choulostivé podrobnosti o Marthině špatné minulosti a duševní nemoci. Bruce, který vyrostl v přesvědčení, že jeho otec byl morálně čestný, konfrontuje Alfreda, který tvrdí, že Thomas Falconeho pouze požádal, aby novináři vyhrožoval mlčením, a později plánoval vydat sám sebe a Falconeho policii, jakmile zjistil, že novinář byl zavražděn. Alfred věří, že Falcone nechal zabít Thomase a Marthu, aby tomu zabránil.
Selina později vyjeví Batmanovi, že Falcone je její nedbalý otec, a rozhodne se ho jít zabít poté, co se dozvěděla, že Anniku zabil, protože jí Mitchell řekl, že Falcone byl hledaným informátorem. Batman a Gordon dorazí do Iceberg Lounge včas, aby ji zastavili, ale Riddler zastřelí Falconeho poté, co je zatčen. Riddler je dopaden a odhalen jako forenzní účetní Edward Nashton a dobrovolně uvězněn v Arkhamské Státni Nemocnici, kde ho Batman vysléchá a Riddler si vyčítá, že nedokázal zabít Bruce Wayna. Neuvědomuje si, že Bruce je Batman, kterého zbožňuje a od kterého se inspiruje, když se zaměřoval na korupčníky v Gothamu. Nashton věří, své vizi, že je Batmanův pomocník, ale Batman ho odmítá. Při prohlídce jeho bytu se Batman z nahrávky, kterou Riddler zanechal dozví, že Riddler rozmístil bomby v autech po celém Gothamu a vypěstoval si online stoupence, díky kterým plánuje zavraždit novězvolenou starostku Bellu Reál.
Bomby explodují a zničí bariéry kolem Gothamu a zaplavují město vodou. V kryté aréně je zřízen úkryt, kde se Riddlerovi stoupenci pokoušejí zabít Reálovou, ale jsou nakonec zastaveni Batmanem, Selinou a Gordnem. Mezitím se Nashton v Arkhamu spřátelí s dalším vězněm s psychopatickými sklony, zatímco se Penguin pravdepodobně stáva novým mafiánskym bossem v Gothamu. Selina považuje Gotham za její vykoupení, rozloučí se s Batamnem a z Gothamů odchází. Batman poté pomáhá Gothamským občanům při potopě a v úsilí o zotavení slibuje nastolení spravedlnosti a naděje v Gothamu.

## Obsazení
- Robert Pattinson jako Bruce Wayne / Batman
- Zoë Kravitz jako Selina Kyle / Catwoman
- Paul Dano jako Edward Nashton / Riddler
- Jeffrey Wright jako poručík James Gordon
- Colin Farrell jako Oswald Cobblepot / Penguin
- Andy Serkis jako Alfred Pennyworth
- John Turturro jako Carmine Falcone
- Peter Sarsgaard jako Gil Colson
- Jayme Lawson jako Bella Reál
- Alex Ferns jako komisař Pete Savage
- Rupert Penry-Jones jako starosta Don Mitchell Junior
- Peter McDonald jako William Kenzie
- Barry Keoghan jako Arkhamský vězeň (Joker)
- Luke Roberts jako Thomas Wayne
- Stella Stocker jako Martha Wayne